# Szövőlábúak
A szövőlábúak más néven embiák (Embioptera) az ízeltlábúak törzsének és a rovarok osztályának egyik rendje.

## Származásuk, elterjedésük
Fajaik a trópusokon és szubtrópusokon élnek.

## Megjelenésük, felépítésük
Hosszuk 5–18 milliméter. Szájszerveik a teljesen elkülönült fejen előreállnak, rágásra alkalmasak. A fejtokba ékelt csápjaik fonalasak. A hímek összetett szemei nagyok, a nőstényekéi és lárvákéi ellenben kicsinyek. A tor három megnyúlt, a potroh 10 szelvényéből összetett és végén két rövid sörtét visel. A hím farksörtéje rendszerint fogószervvé alakult. A három lábtőízzel ellátott végtagokon feltűnik az elülső pár, hólyagosan kiszélesedett ízekkel; ezen van a szövőszerv. Finom, hosszúkás és egyöntetű szárnyaikat nem tudják összeilleszteni, azok nyugalmi helyzetben egymásra borulnak.

## Életmódjuk, élőhelyük
A meleg és nedves helyeket kedvelik. Növényi részekkel, virágokkal és levélmaradványokkal táplálkoznak.
Epimorfózissal fejlődnek — ez azt jelenti, hogy a kikelő ivadék testszelvényeinek száma megegyezik a felnőtt állatéval (imágóéval), amelyre külseje és életmódja is hasonlít. A felnőtt méretet fokozatosan, külön fejlődő, szelvényszerző szakaszok beiktatása nélkül éri el.

## Rendszerezésük
A rendbe az alábbi családok tartoznak
- Anisembiidae
- Australembiidae
- Clothodidae
- Embiidae
- Embonychidae
- Notoligotomidae
- Oligotomidae
- Teratembiidae